# Zostérops du Japon
Zosterops japonicus
Espèce
Statut de conservation UICN

 LC  : Préoccupation mineure
Le Zostérops du Japon (Zosterops japonicus) est une espèce d'oiseau de la famille des Zosteropidae. Petit oiseau vivant dans les zones ouvertes, il possède une grande quantité de sous-espèces à l'aspect variable, en raison de sa répartition sur de nombreuses îles différentes.

## Dénomination
Le nom Zostérops est issu du grec ζωστήρ (zoster) signifiant « ceinture » et ὤψ (ops) signifiant « œil », en référence au cercle blanc qui entoure ses yeux. Le qualificatif « du Japon » et l'épithète japonicus se réfèrent à son origine géographique, bien que la répartition de l'espèce telle qu'elle est maintenant acceptée s'étende en dehors du Japon.

## Description
Le Zostérops du Japon mesure entre 10 et 11,5 cm pour un poids allant de 7,5 à 13,9 g. Son dos et sa tête sont vert olive, avec le cercle oculaire blanc caractéristique des zostérops, interrompu d'une tâche noire qui complète des lores noirs. Sa gorge et sa poitrine sont jaunes, avec des dessous gris et des flancs ocres ; son bec et ses pattes sont gris.
La femelle est identique au mâle ; les juvéniles ressemblent fortement aux adultes, à l'exception d'un cercle oculaire plutôt gris.

## Répartition et habitat

### Répartition
Le Zostérops du Japon vit dans une large partie de l'Asie du Sud-Est et de l'Est. On le trouve notamment au Japon (d'où son nom), ainsi que sur de nombreuses îles au sud de l'archipel, et plus au sud en Indonésie et aux Philippines. Il a été introduit dans l'archipel d'Hawaï (dans le but de combattre les insectes) au début du XXe siècle, et y est devenu l'un des oiseaux les plus communs,. Il a également été introduit sur les îles Ogasawara.

### Habitat
Le Zostérops du Japon vit principalement dans les forêts ouvertes (notamment les forêts secondaires) ou les fourrés. Il fréquente également les parcs et les jardins, ainsi que les zones cultivées. On le trouve principalement à basse altitude bien qu'il ait pu être observé jusqu'à 1 000 m d'altitude.

## Écologie et comportement

### Alimentation
Le Zostérops du Japon se nourrit majoritairement d'insectes de petite taille ; il peut également se nourrir de nectar et de fruits. Il trouve sa nourriture à tous les étages de la forêt ; il a tendance à se nourrir directement sur les arbres,.

### Reproduction
Le période de reproduction du Zostérops du Japon est très cariable en fonction de la localisation géographique ; elle commence en février et se termine en juillet-août à Hawaï, mais peut commencer dès janvier aux Phillipines. Il est monogame et les deux parents participent à la construction du nid. Celui-ci est un bol, placé dans les branches d'un arbre; il est fait d'herbes liées par de la soie d'araignée. Une couvée comprend généralement entre 2 et 3 œufs de couleur blanche, qui sont couvés par les deux parents, typiquement durant 11 jours. Les jeunes zostérops sont capables de quitter le nid après 10 à 12 jours, devenant ensuite indépendants 15 à 20 jours plus tard.

### Prédation
Les nids du Zostérops du Japon sont notamment victimes de la Pie-grièche bucéphale ou du Rat noir.

## Systématique
Le Zostérops du Japon a initialement été décrit par Coenraad Jacob Temminck et Hermann Schlegel en 1845. Il est actuellement divisé en 15 sous-espèces dans la classification de référence du Congrès ornithologique international (31 mars 2024) :
- Z. j. japonicus Temminck & Schegel, 1847 : la sous-espèce nominale. Vit dans le sud de la Sakhaline, au Japon et sur les côtes de Corée.
- Z. j. stejnegeri Seebohm, 1891 : Vit sur l'archipel d'Izu, jusqu'à Tori-shima au sud. Nommée d'après Stejneger, un ami ornithologue de Seebohm. Plus grand que japonicus, avec une poitrine et des flancs plus gris[11].
- Z. j. alani Hartert, 1905 : Vit sur l'île Iwo Jima. Proche de stejnegeri, avec un bec plus petit et des flancs blancs teintés de brun et une gorge moins jaune[12].
- Z. j. insularis Ogawa, 1905 : Vit dans le nord de l'archipel Ryukyu. Proche de japonicus, avec un bec et des ailes plus longs, une gorge jaune plus éclatant et un dos olive teinté de rouille. Plus petit que stejnegeri mais plus grande que loochooensis[13].
- Z. j. loochooensis Tristram, 1889 : Vit dans l'archipel Ryukyu (sauf nord où il est remplacé par insularis), d'où il tire son nom (d'après l'ancienne dénomination « îles Luchu »). Sensiblement plus grand que japonicus[14].
- Z. j. daitoensis Kuroda, 1923 : Vit dans l'archipel Daitō. Tâche noire près de l'œil très marquée, tâche jaune sur le côté du front. Plus grand que loochooensis[15].
- Z. j. obstinatus Hartert, 1900 : Vit dans les montagnes de Ternate, de Tidore, de Bacan et de Céram. Proche de montanus, ave cun ventre plus jaune[16].
- Z. j. montanus Bonaparte, 1850 : Vit dans les montagnes de Sumatra, de Java, de Bali, des Îles de la Sonde et du sud des Moluques. Possède un front jaune et une croupe plutôt jaune ; ses plumes des ailes et de la queue sont brunes avec des bords verts[17].
- Z. j. difficilis Robinson (en) & Kloss, 1918 : Vit sur le mont Dempo, dans le sud de Sumatra. Dessous entièrement jaune, un peu plus pâle sur les flancs.
- Z. j. parkesi du Pont, 1971 : Vit dans les montagnes de Palawan. Nommée d'après Kenneth Parkes, docteur au Carnegie Museum. Proche de whiteheadi, avec des dessus sensiblement plus jaune-vert, et des fkancs blancs ; le dessous de sa queue est nettement plus jaune, et globalement plus grand[18].
- Z. j. whiteheadi Hartert, 1903 : Vit dans les montagnes du nord de Luçon. Nommée d'après John Whitehead, qui a collecté le spécimen décrit par Hartert. Dos plus sombre, avec une couronne et un front moins jaune ; ses flancs sont plutôt verts. Plus petit et vert que montanus[19].
- Z. j. diuatae Salomonsen, 1953 : Vit dans les montagnes du nord de Mindanao. Proche de vulcani, avec un dos légèrement plus jaune.
- Z. j. vulcani Hartert, 1903 : Vit dans les montagnes de du centre de Mindanao. Très proche de whiteheadi, avec une tâche sombre plus marquée sous l'œil[19].
- Z. j. pectoralis Mayr, 1945 : Vit dans les montagnes de Negros. Proche de whiteheadi et vulcani, avec une poitrine entièrement jaune, et un abdomen teinté de jaune ; ses dessus sont également légèrement plus jaunes[20].
- Z. j. halconensis Mearns, 1907 : Vit dans les montagnes de Mindoro. Proche de whiteheadi, en légèrement plus grand et plus jaune ; pas de bande jaune sur l'abdomen, et flancs plus blanc-gris ; dessus plutôt vert doré[21].

Les sous-espèces montanus, difficilis, parkesi, whiteheadi, diuatae, vulcani, pectoralis et halconensis étaient auparavant regroupées dans une espèce séparée, le Zostérops montagnard (Z. montanus). Le traitement actuellement adopté par les autorités taxonomiques est principalement fondé sur une étude moléculaire de 2018, qui apporte de nombreux changements au genre Zosterops, fusionnant montanus et japonicus, et confirmant la séparation de Zosterops simplex (vivant sur le continent) de japonicus.

## Le Zostérops du Japon et l'humain

### Conservation
Le Zostérops du Japon est considéré comme une « préoccupation mineure » par l'UICN (24 mars 2024), en raison du faite qu'il soit assez commun, bien que sa population ne soit pas connue précisément.

## Galerie

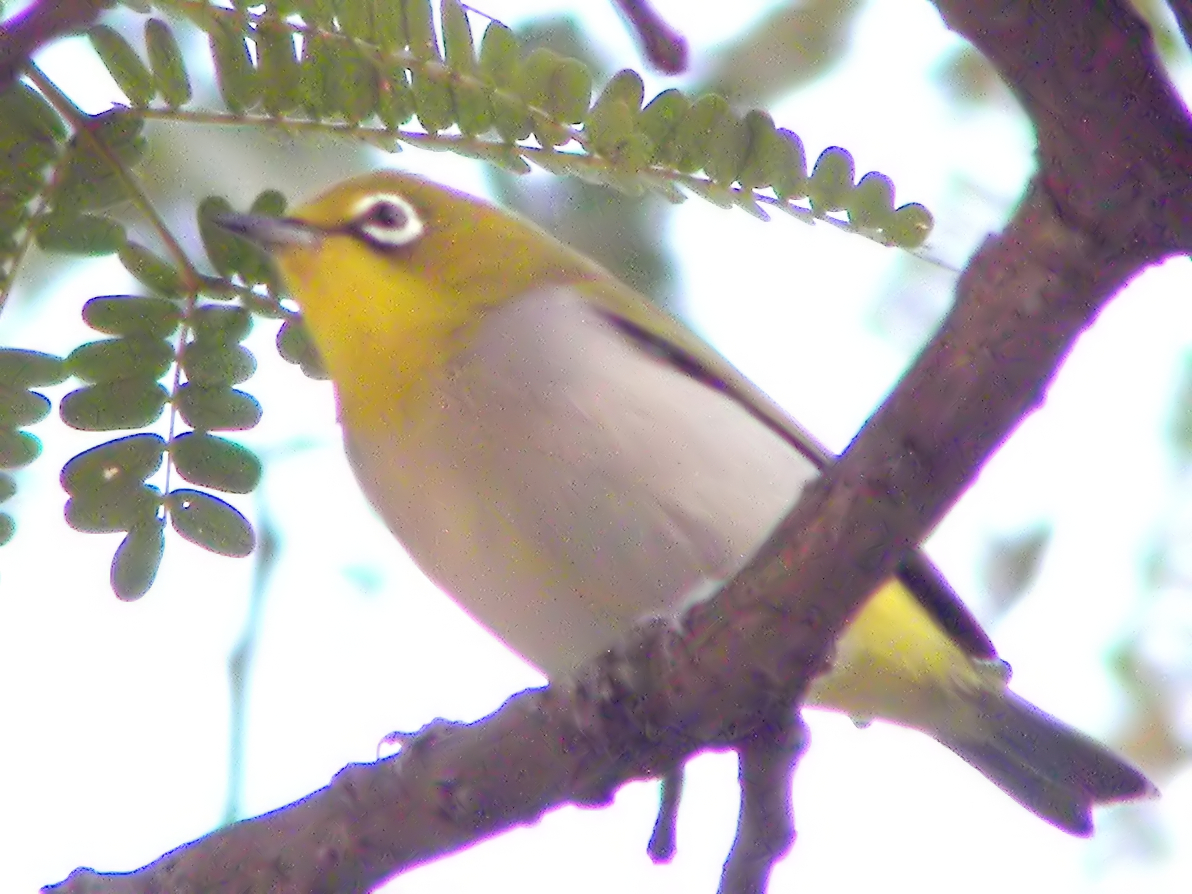
Zostérops du Japon.
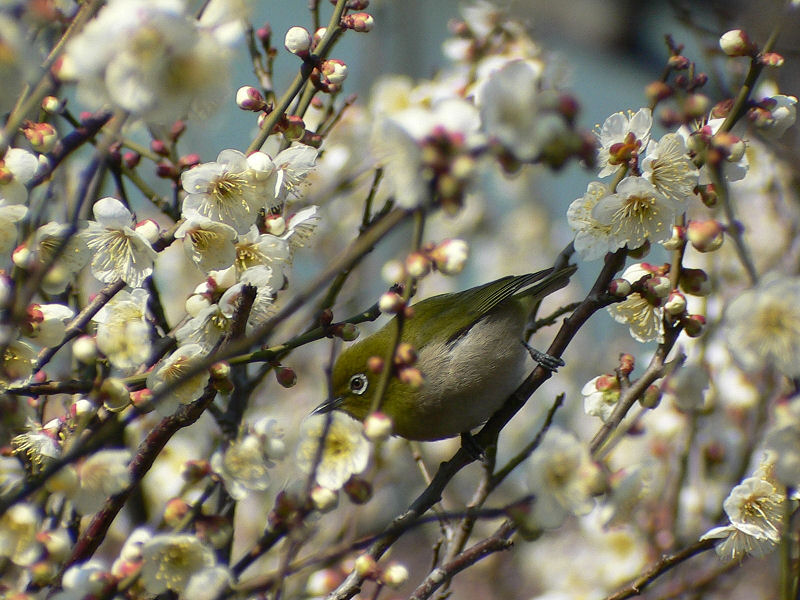
Zostérops du Japon.
- Autre Zostérops.
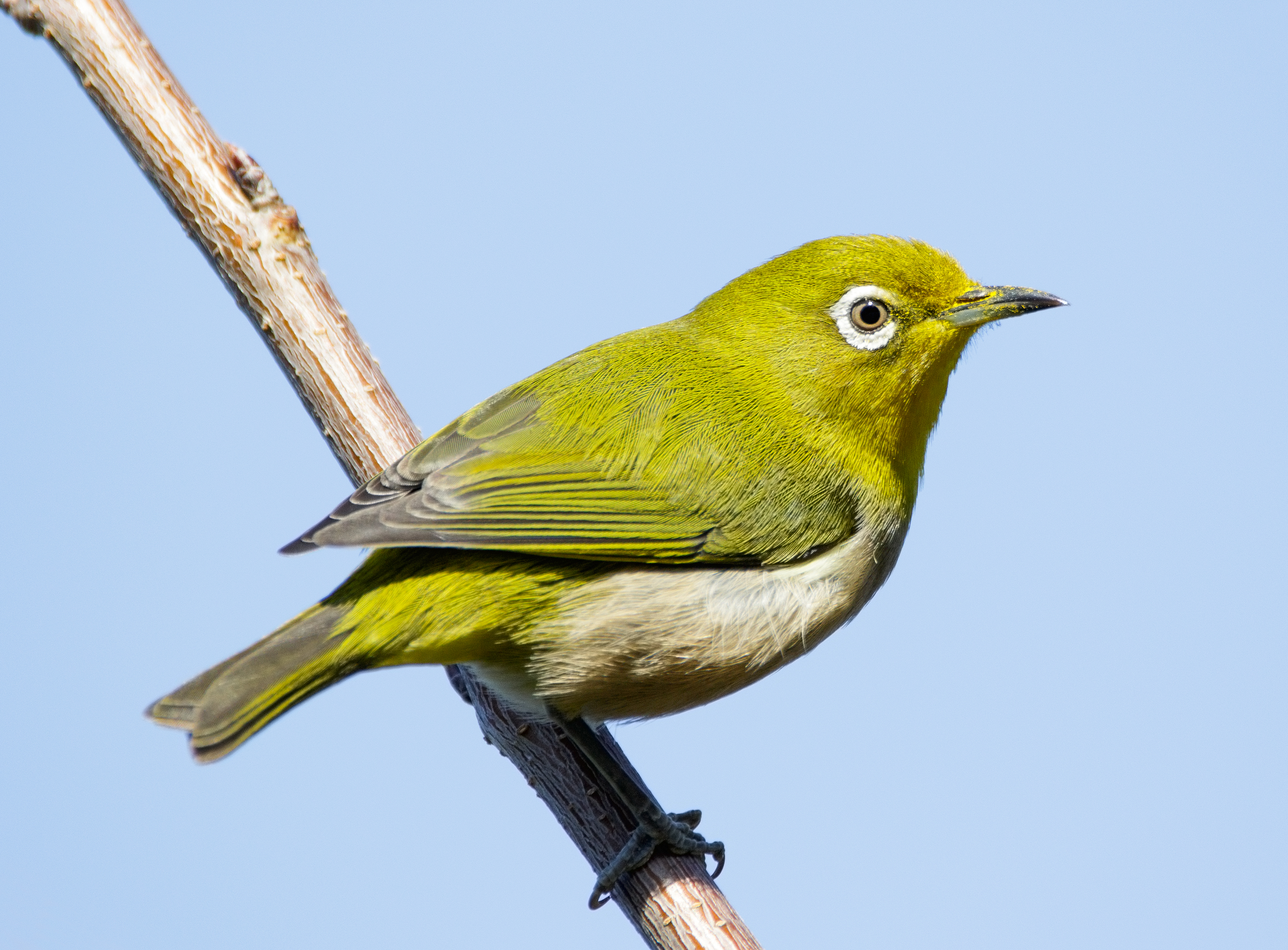
Zostérops dans le parc de Tennoji.